# Altica testacea
Altica testacea är en skalbaggsart som beskrevs av Henry Clinton Fall 1910. Altica testacea ingår i släktet Altica och familjen bladbaggar. Inga underarter finns listade i Catalogue of Life.